# 관창
관창(官昌, 645년~660년)은 신라의 화랑이다.
660년 백제와의 전쟁에서 큰 공을 세우고 계백의 진영에 세 번 찾아가 결투를 벌이던 중 전사했다. 그의 죽음은 신라군이 결사적으로 백제와 싸우는데 기여하였다. 그 후에 그는 신라의 대표적인 화랑으로 알려져 노래〈한국을 빛낸 100명의 위인들〉에 그가 나오기도 한다.

## 생애
관창은 645년 신라의 좌장군 품일의 아들로 태어났다. 그는 15세 때 이미 말 탄 채 활 쏘는 데 능하여 김춘추에게 천거되었고, 660년 신라가 당나라와 합세하여 백제를 공격할 때 부장(副將)이 되었다.
황산벌에서 신라군과 백제군 사이에 대격전이 벌어졌는데, 이 싸움 중 신라군이 4번 싸워 4번 지자 다섯 번째 싸움 때 관창은 선봉에 서서 적군 속에 들어가서 싸우다가 백제의 포로가 되었다. 백제 장수 계백은 그 어린 소년의 용맹에 감탄하여 죽이지 않고 용맹을 칭송한 뒤 신라군에게로 되돌려 보냈다. 그러나 관창은 부끄러워하며 우물물 한 모금 마시고 적진에 다시 돌입하여 용감하게 싸우다가 다시  힘이 빠져 포로가 되었다. 계백은 다시 관창을 풀어주었다. 그러나 얼마 뒤 관창이 다시 말을 타고 계백의 진영으로 돌격해 왔다. 계백은 그의 목을 베고 수급을 말 안장에 매달아 신라군 진지로 돌려보냈다. 
이것을 본 신라군은 5번째 싸움에서 백제 결사군을 전멸시켰다.

## 평가
사후 관창 역시 무속의 신의 한사람으로 숭배되었으며, 사당은 주로 충청남도 논산과 연산 지역에 분포되었다. 대한민국에 와서는 〈한국을 빛낸 100명의 위인들〉(박문영 작곡·작사)에 나오기도 했고, 1970년대에는 애국자의 한사람으로 칭송되었다.

## 관창이 등장하는 작품
- 《삼국기》(KBS, 1992년~1993년, 배우:김준혁)
- 《화랑전사 마루》(KBS, 2006년~2006년, 배우:박건태)
- 《대왕의 꿈》(KBS, 2012년~2013년, 배우:윤홍빈)

## 같이 보기
- 황산벌 전투
- 품일
- 태종무열왕
- 문무왕
- 계백
- 원술랑
- 알천랑